# السعادنة (الحيمة الخارجية)

تعديل مصدري - تعديل

السعادنة هي إحدى قرى عزلة جحالة بمديرية الحيمة الخارجية التابعة لمحافظة صنعاء، بلغ تعداد سكانها 210 نسمة حسب تعداد اليمن لعام 2004.